# Aroma (provincie)
Aroma is een provincie in het departement La Paz in Bolivia. De provincie heeft een oppervlakte van 4510 km² en heeft 97.364 inwoners (2012). De hoofdstad is Villa Aroma.
Aroma is verdeeld in zeven gemeenten:
- Ayo Ayo
- Calamarca
- Collana
- Colquencha
- Patacamaya
- Sica Sica
- Umala

Abel Iturralde · 
Aroma · 
Bautista Saavedra · 
Caranavi · 
Eliodoro Camacho · 
Franz Tamayo · 
Gualberto Villarroel · 
Ingavi · 
Inquisivi · 
José Manuel Pando · 
Larecaja · 
Loayza · 
Los Andes · 
Manco Kapac · 
Muñecas · 
Nor Yungas · 
Omasuyos · 
Pacajes · 
Pedro Domingo Murillo · 
Sud Yungas